# Marusino (obwód nowosybirski)
Marusino (ros. Марусино) – wieś (sieło) w Rosji, w obwodzie nowosybirskim, w rejonie nowosybirskim. W 2010 liczyła 1933 mieszkańców.